# 服先镇
服先镇，是中华人民共和国吉林省四平市双辽市下辖的一个乡镇级行政单位。

## 行政区划
服先镇下辖以下地区：
服先村、五一村、双喜村、勤俭村、太和村、安乐村、胜利村、天兴村、向阳村、新甸村、姜家村、合作村、立新村、四合村和农科村。